# Alessandro Muzio
Alessandro Muzio (Orzinuovi, 13 maggio 1975) è un ex cestista, allenatore di pallacanestro e dirigente sportivo italiano.

## Carriera
Ha disputato 7 partite ai FIBA EuroBasket Under-22 1996, realizzando in totale 35 punti. In campo giocava da playmaker, e conquistò ben 5 promozioni con le maglie di Brescia, Biella, Casale Monferrato, Trieste, Costa Volpino ed Orzinuovi.